# Nil Karaibrahimgil
Nil Karaibrahimgil Erener (Ankara, 17 ottobre 1976) è una cantautrice turca.

## Discografia
- 2002 - Nil Dünyası
- 2004 - Nil FM
- 2006 - Tek Taşımı Kendim Aldım
- 2009 - Nil Kıyısında
- 2012 - Ben Buraya Çıplak Geldim